# 장-프랑수아 파이야르

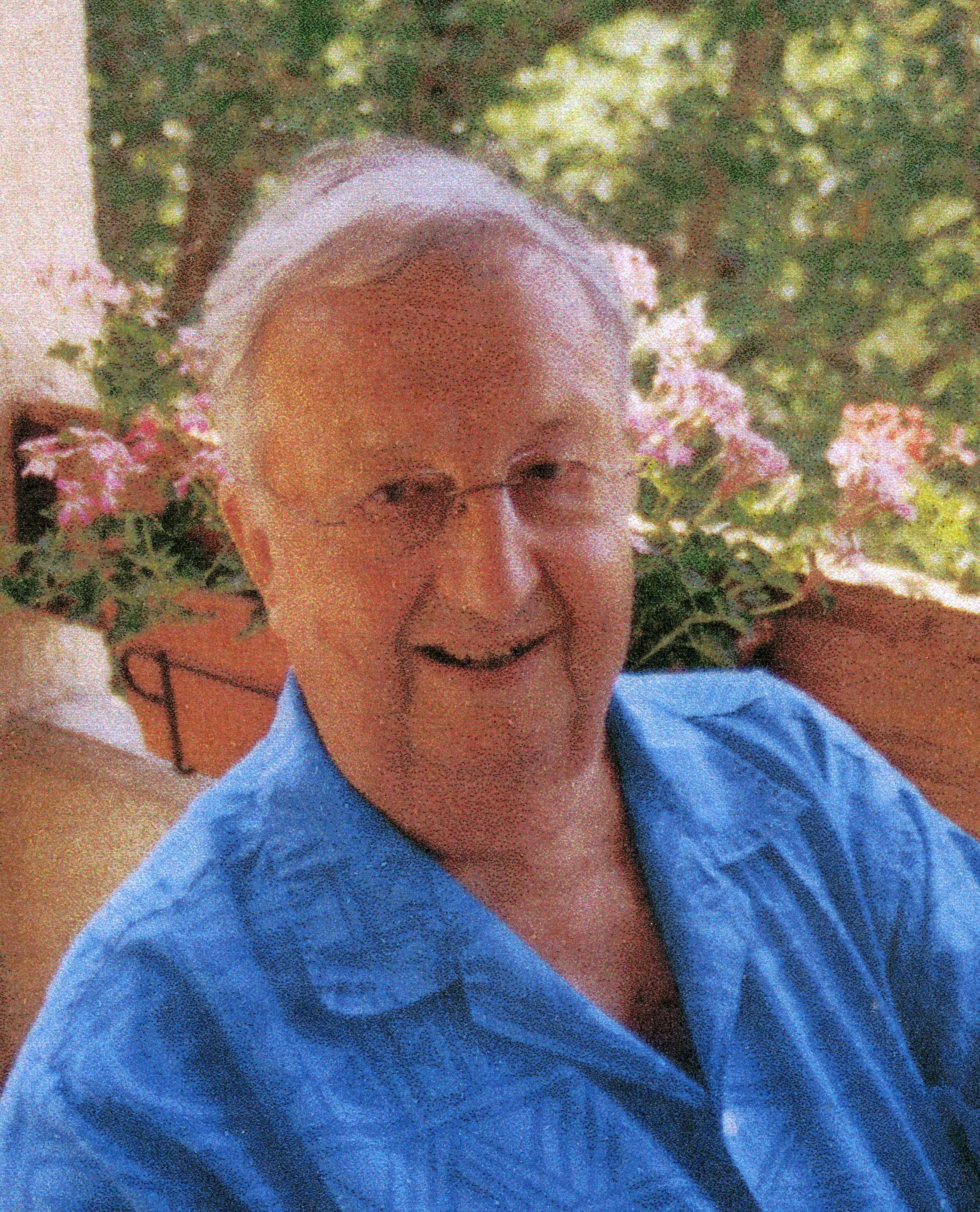

장-프랑수아 파이야르(Jean-François Paillard, 1928년 4월 12일 ~ 2013년 4월 15일)는 프랑스의 지휘자이다.
1953년에 그는 앙상블은 바로크 레퍼토리를 녹음했으며 유럽과 미국 전역을 순회했다. 또한 모리스 앙드레, 장-피에르 랑팔 등 많은 주요 프랑스 악기 연주자들과 함께 녹음했다. 파헬벨의 캐논으로 잘 알려진 요한 파헬벨의 "3대의 바이올린과 통주저음을 위한 캐논과 지그" 오케스트라가 1968년 녹음한 이 작품은 거의 혼자서 무명에서 큰 명성을 얻었다. 이 녹음은 1970년대 초 미국, 특히 샌프란시스코 에서 큰 주목을 받기 시작했다. 1970년대 후반에는 이 곡의 다양한 연주가 미국 클래식 음악 차트 1위를 차지했다.